# Robert Tiwjajew
Robert Tiwjajew (hebr.: רוברט טיבייב, ang.: Robert Tiviaev, ur. 22 czerwca 1961 w ZSRR) – izraelski inżynier i polityk, w latach 2009–2013 oraz 2018–2019 poseł do Knesetu.

## Życiorys
Urodził się 22 czerwca 1961 w ZSRR, w 1994 wyemigrował do Izraela. Ukończył studia inżynierskie.
W wyborach parlamentarnych w 2009 po raz pierwszy dostał się do izraelskiego parlamentu z listy Kadimy. 3 grudnia 2012 znalazł się w grupie secesjonistów z Kadimy (Cippi Liwni, Rachel Adatto, Jo’el Chason, Szelomo Mola, Me’ir Szitrit, Robert Tiwjajew, Madżalli Wahbi i Orit Zu’arec), którzy utworzyli nową partię Ruch pod przywództwem Cippi Liwni.
Bezskutecznie ubiegał się o elekcję w wyborach w 2015 jako członek współtworzonej przez Ruch i Partię Pracy Unii Syjonistycznej. Powrócił jednak do Knesetu 31 lipca 2018, obejmując mandat zwolniony przez Jicchaka Herzoga. W kwietniu 2019 utracił miejsce w parlamencie.